# ヴラジーミル・ミハーイロフ
ヴラジーミル・セルゲーエヴィチ・ミハーイロフ （ウラジーミル・ミハイロフ、ロシア語: Владимир Сергеевич Михайлов、Vladimir Sergeevich Mikhailov、1943年10月6日 - ）は、ソビエト連邦およびロシア連邦の軍人。ロシア空軍総司令官。上級大将。
ロシア連邦英雄。功労軍事飛行士。

## 経歴
モスクワ州クジノヴォ村出身。鋳造生産技術者専攻でクジノヴォ機械製造中等専門学校（1962年）、エイスク高等軍事航空飛行士学校（金メダル、1966年）、ガガーリン記念空軍アカデミー（通信教育、1975年）を卒業。
1980～1985年、ボリソグレブスク高等軍事航空飛行士学校長、1985～1989年、モスクワ軍管区空軍副司令官、後に第一副司令官。
1991年、ソ連軍参謀本部軍事アカデミー卒業後、北カフカーズ軍管区空軍司令官、航空軍司令官。
1998年、空軍副総司令官。
2002年1月21日、空軍総司令官に任命。2004年に上級大将に昇進。